# آفریقای حاره‌ای
گرچه آفریقای حاره‌ای (به انگلیسی: Tropical Africa) یا آفریقای استوایی در غرب بیشتر به خاطر جنگل‌های بارانی آن معروف است، اما این منطقه از آفریقا بسیار متنوع است. در حالی که باور بر این است که مناطق استوایی آب و هوایی گرم تا گرم مرطوب دارد و علت آن هم عرض جغرافیایی و کمربندهای بارانی حاره‌ای است. ویژگی‌های زمین‌شناسی این نواحی، به‌ویژه رشته کوه‌ها، ارتباط جغرافیایی به نسبت بادهای قاره‌ای و منطقه‌ای در تمام بخش‌های این نواحی تأثیر می‌گذارند، همچنین موجب می‌شوند آب و هوای مناطق استوایی در آفریقای غربی خشک تا مرطوب شود. این مناطق مشکل جدی ازدیاد جمعیت دارد.

## چکیده بررسی
جنگل‌های بارانی حاره‌ای جنگل‌های مرطوبی هستند که درختان نیمه-برگریز آن در نه کشور آفریقایی توزیع شده است. مؤسسهٔ پژوهش‌های دریایی ثبت دمایی مربوط به ۷۰۰۰۰۰ سال پیش را رهبری کرد.